# Marcelo Nascimento da Rocha
Marcelo Nascimento da Rocha (Maringá, 19 de março de 1976) é um empresário, consultor e palestrante brasileiro, que cumpriu pena como estelionatário.
Ele foi um dos golpistas mais notórios do Brasil entre as décadas de 1990 e 2000. Ao longo de sua trajetória no crime, ele foi piloto de avião para o narcotráfico e também realizou diversos golpes de estelionato, para tanto assumindo identidades falsas.
Em 2001, Marcelo ganhou notoriedade nacional ao se passar pelo empresário Henrique Constantino, um dos cofundadores da companhia de linhas aéreas GOL, oportunidade em que enganou celebridades como Amaury Jr., Ricardo Macchi, Marcos Frota e Carolina Dieckmann. Marcelo também já se passou por guitarrista do Engenheiros do Hawaii, líder de rebelião representante do Primeiro Comando da Capital (PCC) e Comando Vermelho, entre outras dezenas de identidades falsas, o que fez ganhar prestígio e diversos benefícios. A sua história é comparada a do ex-golpista norte-americano Frank Abagnale, Jr. Cumpriu pena no sistema prisional do Mato Grosso. Solto em 2014, atualmente faz palestras e escreve livros.

## Biografia

### Início
Marcelo Nascimento da Rocha nasceu em Maringá, no Paraná, em 19 de março de 1976, filho de Josélia Nascimento e de Aparecido Hildo da Rocha. Tem como irmãos Cynthia, Jack e Luiz. Passou a sua infância na cidade natal. Lá iniciou os seus estudos no Colégio Nossa Senhora de Fátima. Embora o então jovem Marcelo fizesse todas as lições, ele era tido entre os professores como indisciplinado e rebelde, posteriormente ele saiu do colégio, mas não chegou a continuar o ensino fundamental.
Em 1984, com o divórcio de seus pais, Marcelo passou a viver entre o Paraná e Rondônia, para onde o seu pai havia se mudado, em uma fazenda. Porém, nesse local, anos depois, no feriado de natal, presenciou o falecimento do seu pai, vítima de um infarto. A esse respeito, no livro VIPs, Marcelo afirma que “meu pai não teve tempo de ver essas coisas erradas ai. Felizmente não viu e infelizmente ele morreu. Talvez se ele não tivesse morrido, eu não estaria aqui, né? (na Prisão)”. Também afirmou que a morte do seu pai o influenciou na sua decisão de querer se “aventurar” e “conhecer” o mundo. Embora tivesse o desejo de viajar e se aventurar pelo mundo, ele não tinha dinheiro e isso o motivou a realizar pequenos golpes para alcançar os seus desejos.

### Carreira no crime
Primeiros golpes
Ainda adolescente, para poder viajar sem pagar e sem o conhecimento da sua mãe, ele se passou diversas vezes por filho ou parentes de donos de companhias de ônibus. Em um desses golpes, com a empresa paranaense de viação Pluma, ele pegou o itinerário entre Curitiba e Porto Alegre, enganando o motorista ao alegar ser sobrinho do proprietário da companhia, chegando a ficar hospedado na filial da empresa no Rio Grande do Sul. Porém, nesse golpe ele foi pego.
Aos 16 anos, passou a frequentar delegacias da Polícia Civil do Paraná e a, informalmente, assessorar os policiais. Essa experiência o fez adquirir conhecimentos avançados sobre a atividade policial, inclusive termos técnicos, jargões e linguagem típica da polícia.
Certa vez, para poder se hospedar alguns dias na praia, no balneário de Ipanema na cidade de Pontal do Paraná, no litoral do Estado, ele se passou por policial designado para uma “prévia de levantamento da Operação Praia”, assumindo a identidade de um oficial do Grupo T.I.G.R.E., um Batalhão de Operações Especiais Táticas da Polícia Civil do Paraná, se aproveitando do fato de que seus integrantes são protegidos pelo anonimato e encapuzados quando em atuação. Naquela delegacia, durante dias ele ficou hospedado, circulando pela cidade com a viatura, chegando a realizar abordagens e prisões, além de promover churrascos e confraternizações entre os policias. Porém, teve o azar de ser descoberto por integrante verdadeiro do Batalhão, que conhecia o verdadeiro policial de quem Marcelo estava a assumir a identidade. O verdadeiro policial, de nome "Malucelli", foi pessoalmente levar Marcelo sob custódia, aterrorizando ele com roletas russas no caminho para a delegacia da capital.
Aos 18 anos foi servir no Exército Brasileiro e mesmo lá realizou alguns golpes, como quando alegou ser lutador campeão de Jiu-jitsu e representante da instituição para o comandante da companhia, para não ter que realizar exercícios militares. Também chegou a realizar golpes no Batalhão ao vender clandestinamente motos de propriedade da Polícia do Exército.
Chegou a se passar diversas vezes por repórter de emissora de televisão e a se passar por DJ, tendo viajado por todo o Estado, além de dar entrevistas em emissoras locais. Também assumiu a identidade de músicos de bandas consagradas na época, como o Nenhum de Nós. Em 1995, enquanto trabalha como motorista de van que conduzia artistas entre o hotel e um festival de música em Curitiba, ele conheceu os músicos do Engenheiros do Hawaii, tendo levado eles para casas noturnas da cidade e tendo inclusive cantado com eles em uma apresentação no bar Toscana na cidade e, após esse episódio, ele chegou a assumir a identidade do então guitarrista da banda, Ricardo Horn. Além disso, se passou por olheiro do Técnico da Seleção Brasileira Carlos Alberto Gomes Parreira, no Paraná, no ano anterior a Copa do Mundo de 1994. Esses disfarces rendiam todo o tipo de prestígio e benefícios ao impostor, como em ganhar espaços VIPs em festas e gratuidade em hospedagem, alimentação, transporte, entre outros.
Experiência na aviação
Na capital paranaense, residia com a família próximo a um aeroclube do Aeroporto Bacacheri, e lá passou a ser frequentador assíduo, participando de diversos voos de instrução. Com o tempo adquiriu conhecimentos de aviação e pilotagem, posteriormente também realizou o curso de piloto privado e de piloto comercial, adquirindo o seu brevet financiado por traficantes da região que em troca requisitaram os seus serviços para o contrabando entre o Brasil e o Paraguai. Por anos realizou transporte de armas, entorpecentes, bebidas, cigarros e produtos de contrabando em geral entre aeroportos na fronteira de Paraná e Paraguai. Segundo Marcelo, o seu patrão, de suas atividades relacionadas ao contrabando, foi o seu grande mentor e por quem tem grande admiração e respeito.
Na década de 1990, ainda na atividade do narcotráfico, chegou a enganar uma patrulha do DEA na Colômbia, órgão norte-americano especializado no controle e combate ao tráfico de drogas. Na ocasião, uma base aérea de agentes desse órgão e militares colombianos eram responsáveis pela patrulha das fronteiras daquele país por via aérea e terrestre, visando dissuadir o tráfico de cocaína. Marcelo foi então contratado por contrabandistas para enganar os agentes e abrir temporariamente o caminho para os aviões cargueiros do tráfico poderem entrar e sair daquele país na rota com a Bolívia. Para tanto, ele disfarçou um jato privado Cessna Citation como jato militar, inclusive ativando a pós-combustão para que o som fosse similar ao de um jato de guerra. Em seguida, ele realizou voos rasantes sobre a base aérea do DEA na Colômbia, fazendo-os pensar que o cartel do tráfico colombiano havia adquirido jatos de combate para fazer frente aos órgãos de combate ao narcotráfico. Tendo neutralizado esses agentes temporariamente, Marcelo teria conseguido abrir um corredor para o contrabando.
Contudo, esse e outros golpes sobre agentes de combate ao narcotráfico o fez ser visado e por vezes quase chegou a ser pego ou mesmo morto em operações da GOF (atualmente DOF – Departamento de Operações de Fronteira) da polícia do Mato Grosso do Sul.
Recifolia de 2001
Em Recife, em novembro de 2001, durante uma festa de carnaval fora de época, o Recifolia, ele assumiu a identidade de Henrique Constantino, filho do proprietário da Gol Linhas Aéreas e um dos diretores da companhia. A Gol era uma das principais patrocinadoras do evento que contava com a participação de diversas celebridades, entre elas os atores Ricardo Macchi, Marcos Frota, Maria Paula, Carolina Dickmann, Joana Prado e o apresentador Amaury Junior.
No evento, ele chegou de helicóptero e acompanhado de dois seguranças, conseguindo enganar o empresário Edson Sá, dono camarote Flying Horse, que lhe deu passe VIP para o seu espaço naquele evento. Lá ele também fez amizade com o ator Ricardo Macchi, que o apresentou a outras celebridades e o acompanhou durante boa parte do evento. Segundo Marcelo, quando chegou ao local da festa, antes mesmo de se apresentar como  personalidade dos negócios, foi ignorado por todos, inclusive o apresentador de TV Amaury Junior que teria esnobado Marcelo quando este tentou cumprimentá-lo, mas que, posteriormente quando assumiu a identidade de empresário, passou a ser “paparicado” e assediado pelo apresentador que realizava a cobertura de mídia do evento naquela ocasião. O impostor chegou a dar várias entrevistas ao vivo e gravadas em rede nacional para programa do apresentador, assumindo a identidade de Henrique Constantino e falando com propriedade sobre a companhia aérea e suas operações. No evento, Marcelo também teria se relacionado com algumas atrizes famosas.
Após o evento, ele alugou um jato da empresa Líder e voou para o Rio de Janeiro para se reunir com um grupo de celebridades, as quais tinha ganhado a amizade no Recifolia dias antes. Porém, no controle da Polícia Federal do Aeroporto Santos Dumont, ele chamou a atenção dos policiais e foi preso. Em depoimentos na Justiça Federal, o juiz, o promotor e os assistentes que atuaram no caso não esconderam o espanto bem como as suas risadas ao tomar conhecimento dos pormenores do episódio. Posteriormente Marcelo também se gabou com amigos e o seu patrão à época pelo seu feito, que foi exposto em rede nacional.
Rebelião no Complexo Penitenciário de Bangu
Em 2003, enquanto cumpria pena em Bangu, no Rio de Janeiro, e durante uma rebelião dos presos, ele apareceu em rede nacional nos principais telejornais do Brasil, entre eles o Jornal Nacional da Rede Globo, quando deu entrevista coletiva aos jornalistas assumindo a identidade de “Juliano” e de líder da rebelião, em representação de presos do PCC e do Comando Vermelho. Na ocasião, ele assumiu brevemente a liderança da rebelião, fazendo exigências e ameaças às autoridades durante a entrevista, mas também com isso conseguiu dissuadir um assalto que estava sendo planejado pelo Batalhão de Operações Especiais àquela prisão, que havia sido tomada pelos presos, e também conseguiu na sequência negociar uma rendição pacífica dos presos. Porém, por conta disso, foi visado pelos policiais durante ações posteriores de retomada da cadeia. Tempos depois ele veio a participar de um plano de fuga bem-sucedido daquela prisão, mas pouco tempo depois foi novamente preso, desta vez no Paraná.

### Livro e filmes
Em 2005, foi publicado o livro “VIPs – histórias reais de um mentiroso”, da jornalista Mariana Caltabiano, que narra o início de sua trajetória e as suas principais histórias da sua vida no narcotráfico e de seus golpes. Durante as negociações do livro, realizadas enquanto cumpria pena no Centro de Triagem Prisional em Curitiba, ele conseguiu enganar a jornalista na negociação da participação dos royalties do livro, quando após prévios contatos para o acordo ele alegou que já não estava mais interessado na proposta da jornalista, pois teria recebido uma proposta mais generosa dos irmãos Roberto e Reginaldo Faria. A ansiedade em fechar o acordo, bem como a história aparentemente factível, fez com que a jornalista se precipitasse e fizesse uma contraproposta generosa de modo a não perder os direitos do livro, o que a fez ceder 50% da participação dos lucros. Posteriormente, durante as entrevistas para o livro, quando a jornalista perguntou: “como você faz para enganar as pessoas? Qual é o truque” ele respondeu: “da mesma forma que te convenci hoje. Não te convenci hoje? Então, da mesma forma”, confessando orgulhoso de seu feito de ter ludibriado a jornalista de modo a obter uma oferta mais vantajosa para o livro.
No documentário do livro, dirigido também por Mariana, é apresentada uma carta de Marcelo a autora sobre considerações em torno do acidente do Voo TAM 3054, ocorrido em 2007, onde a escritora e jornalista perdeu os dois irmãos na tragédia. Ela havia solicitado a ele a opinião sobre as possíveis causas do acidente, considerando sua experiência na aviação. Na carta ele especula como possíveis causas erro da tripulação além de falha no equipamento e listou uma série de indagações que ela deveria fazer a respeito do acidente na CPI do Sistema de Tráfego Aéreo, que foi aberta na sequência daquele acidente. Anos depois, boa parte das opiniões de Marcelo sobre o acidente foram confirmadas na publicação do relatório oficial do CENIPA.
Após o lançamento do livro em 2005, bem como do documentário homônimo lançado em 2010, que trouxeram ao público fatos da vida de Marcelo, as suas histórias ganharam significativa repercussão na mídia, o que fez com que realizasse diversas entrevistas para programas de TV. O livro, na época do seu lançamento, obteve cerca de 50 mil cópias vendidas.
As suas histórias também inspiraram o filme VIPs, de 2011, dirigido por Toniko Melo e cujo papel de Marcelo é interpretado pelo ator Wagner Moura, embora Marcelo tenha demonstrado a sua contrariedade quanto ao enredo do filme, bem como declarações na mídia feitas pelo ator a respeito sobre fatos da sua vida, que segundo ele, seriam inverídicos.
Porém, em 2009 Marcelo foi novamente preso por estelionato e falsidade ideológica, cumprindo pena em Cuiabá, no Mato Grosso. Ao longo de sua vida, Marcelo foi preso 12 vezes e tentou fugir nove vezes, tendo sido detido por acusações de fraude, associação ao tráfico e uso indevido de insígnia e farda, com condenações que somaram 33 anos de detenção, se contadas todas as vezes em que esteve preso em diferentes locais do país.

### Vida pós-prisão
Em 2014, ao sair do sistema prisional de Mato Grosso após obter concessão do regime aberto, Marcelo abriu uma empresa de eventos na capital do mesmo Estado, onde tem produzido shows e outros tipos de eventos. Ele também atua na ONG Anjos da Liberdade, do Rio de Janeiro, onde faz palestras para reeducandos em quadro de progressão de regime, ajudando na ressocialização. Ele também atua realizando consultorias, palestras e treinamento de vendas pelo país, onde também relata as suas experiências e ensina técnicas de persuasão na área de vendas, bem como para a prevenção de golpes em geral. Atualmente é casado, tem um filho e uma enteada.
Ao longo dos anos, por conta do sucesso do livro e dos filmes, ele fez participações em diferentes programa de televisão, mesmo na época em que estava na prisão, como, por exemplo, o Pânico na Band. Em 2014, já em liberdade, numa entrevista ao The Noite, programa talk show da SBT, ele narrou sua história de vida e os episódios dos principais golpes que realizou. Na oportunidade ele realizou demonstrações em alguns quadros humorísticos do programa, ensinando técnicas de como persuadir as pessoas, inclusive na venda de produtos e serviços. Também afirmou que a principal causa que o fez ter realizado tantos golpes de forma bem-sucedida foi pelo fato de ter explorado psicologicamente a ganância pessoal de suas vítimas que, assim como ele, também estariam em busca de vantagens pessoais à custa do prejuízo alheio, e ainda afirmou que seus golpes não seriam possíveis caso empreendidos sobre uma pessoa que agisse de boa-fé.

### Retorno à prisão
Marcelo Nascimento da Rocha foi novamente preso em 25 de abril de 2018, durante a Operação Regressus, porque teria apresentado atestados falsos para a progressão de regime. Desde 2014 era beneficiado com a prisão domiciliar, após comprovar que tinha trabalho, e vinha desde então sendo monitorado com tornozeleira eletrônica.

## Publicações
- Fábrica de monstros, editora Jaboticaba, 2011, ISBN 9788589894708
- Vips - Histórias reais de um mentiroso, editora Jaboticaba, 2005, ISBN 858989469X

## Cinema
- VIPs: Histórias reais de um mentiroso, documentário de 2010 dirigido por Mariana Caltabiano.
- VIPs, filme brasileiro de 2011 dirigido por Toniko Melo e estrelado por Wagner Moura.